# GSP-55

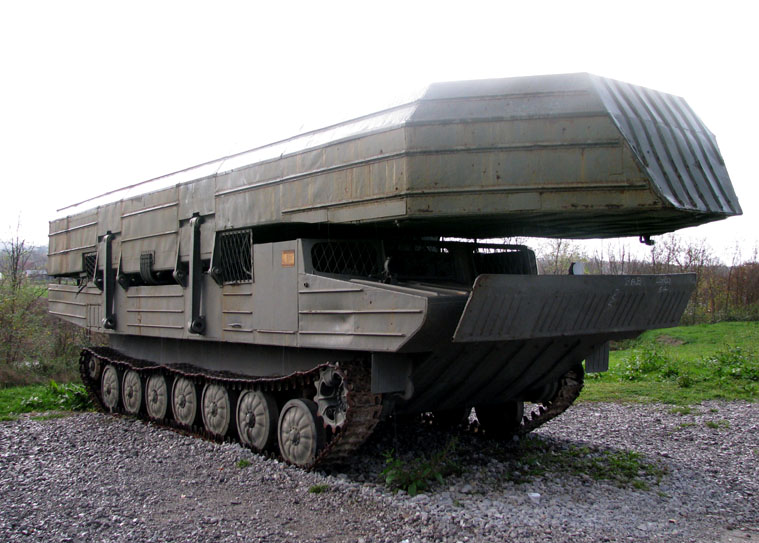
Halbfähre im Fahrzustand

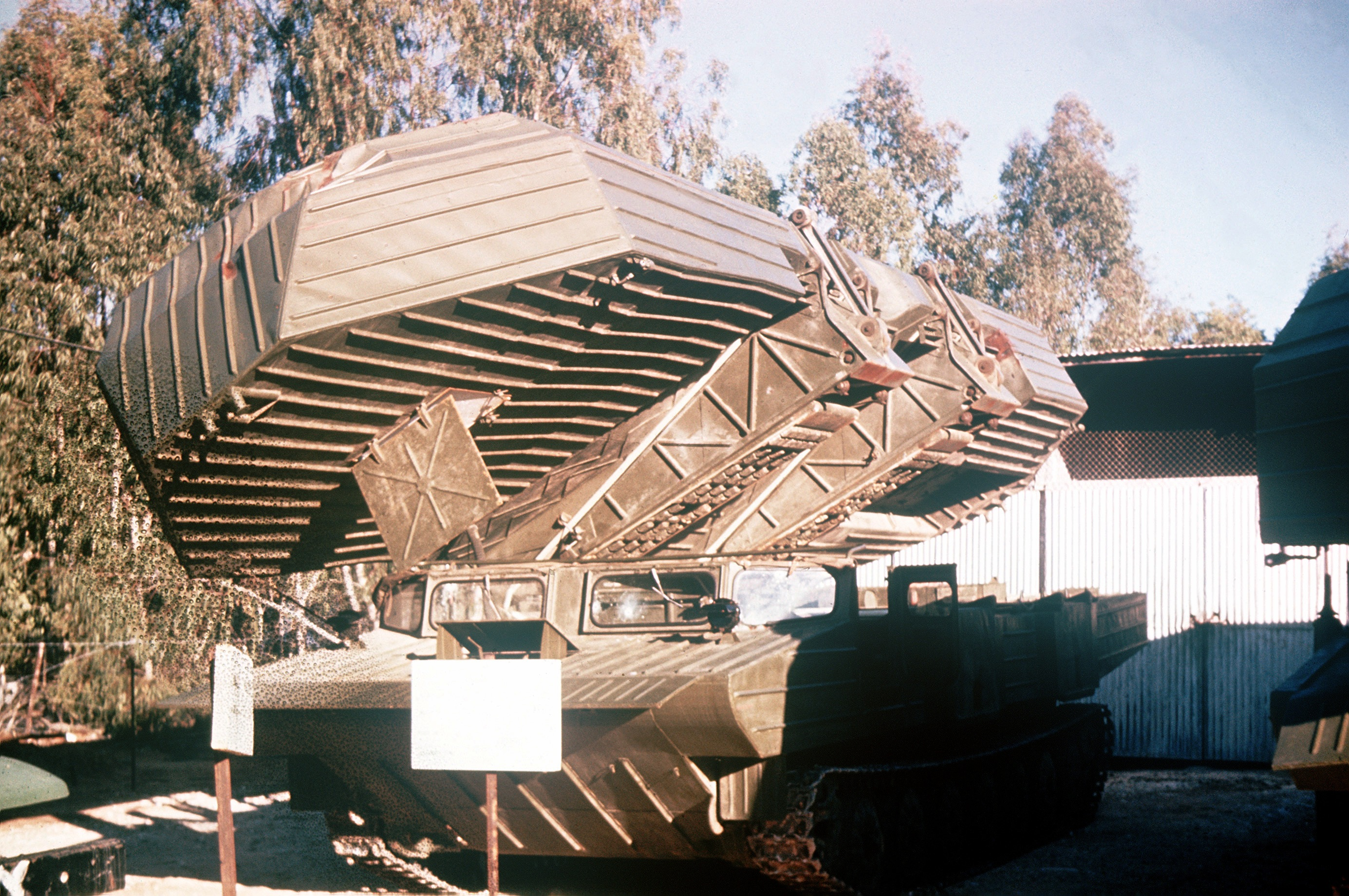
Halbfähre mit teilweise aufgeklapptem Ponton

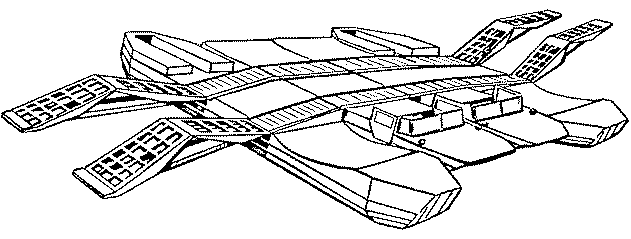
Vollständige Fähre im aufgebauter Zustand

Die GSP-55 (russisch Гусеничный самоходный паром; Transkription: Gussenitschny samochodny parom, übersetzt: Selbstfahrende Fähre mit Gleiskette) ist eine sowjetische amphibische Fähre für das Übersetzen von schweren Militärfahrzeugen. Die Fähre wurde ab 1959 in den Streitkräften des Warschauer Vertrages sowie in denen weiterer Staaten eingeführt.

## Konstruktion
Das System besteht aus zwei (linker und rechter Teil) voneinander unabhängig landmobilen Halbfähren. Im Fahrzustand ist der an Scharnieren befestigte Ponton auf dem Fahrzeug eingeklappt. Jede Halbfähre verfügt über klappbare Verladerampen, so dass ein Be- und Entladen von beiden Seiten möglich ist.
Als Gleiskettenfahrzeug verfügen die Halbfähren über eine hervorragende Geländegängigkeit. Das Laufrollenlaufwerk ähnelt dem des Schwimmpanzers PT-76 und besteht aus 7 Laufrollen. Die Führungsräder befinden sich am Bug, die Antriebsräder am Heck des Fahrzeugs.
Die Hülle der Pontons besteht aus geschweißtem Stahlblech und ist mit Schaumkörpern aufgefüllt. Der Schaumstoff soll das Sinken nach Beschädigung der Hülle verhindern. Neuere Versionen verfügen über ein Schwallbrett. Bei Wasserfahrt werden die Halbfähren von je zwei Propellern angetrieben. Die GSP kann bis zu Strömungsgeschwindigkeiten von 2 m/s eingesetzt werden. Der Be- und Entladevorgang kann an Uferböschungen bis zu einem halben Meter Wassertiefe stattfinden.
Die maximale Ladekapazität beträgt 52 t. Damit können alle sowjetisch/russischen Kampfpanzer übergesetzt werden.

## Taktik
Das Einsatzprofil sieht es vor, schwere Kampfeinheiten über stehende oder fließende Gewässer zu einem Brückenkopf überzusetzen, während in der Zwischenzeit eine Pontonbrücke gebaut wird und parallel Schwimmpanzer und schwimmfähige Selbstfahrartillerie sowie Infanterie auf Schwimmwagen, Schützenpanzer und Schützenpanzerwagen übersetzen.
Die Halbfähren fahren parallel auf das Wasserhindernis zu und wassern. Während des Wasserns wird der Strömungsantrieb zu- und der Kettenantrieb abgeschaltet. Der Fährenkommandant befehligt das Kopplungsmanöver – beide Halbfähren drehen stromaufwärts und nähern sich einander an, bis sie mit den beiden Verriegelungsbolzen starr miteinander gekoppelt sind. Dann werden die Pontons um 180° in Schwimmposition ausgeklappt. Der Vorgang dauert etwa 5 Minuten. Anschließend fährt die Fähre zum Ufer, klappt die Auffahrrampen aus und kann das erste Gefechtsfahrzeug aufnehmen.
Die Halbfähren sind unbewaffnet, aufgeladene Kampffahrzeuge können aber ihre Waffen während des Übersetzungsvorgangs einsetzen.

## Einsatz
Die Fähren wurden von Ägypten im Jom-Kippur-Krieg eingesetzt, um im Oktober 1973 den Sueskanal zu überqueren.

## Technische Daten
- Besatzung: 3 (pro Halbfähre)
- Gewicht: 17 t (pro Halbfähre)
- Ladekapazität: 52 t (Doppelfähre)
- Tiefgang: 1,20 m
- Antrieb: 2 × Dieselmotor 8D6, 200 PS (147 kW)
- Höchstgeschwindigkeit: 45 km/h Land (Halbfähre), 7,7 km/h Wasser beladen, 10,8 km/h Wasser unbeladen
- Reichweite: 500 km Land, 10 Stunden Wasser
- Länge: 12,63 m
- Höhe: 3,00 m
- Breite:
  - 3,54 m (Halbfähre im Fahrzustand)
  - 12,63 m (Fähren gekoppelt, Pontons abgeklappt)
  - 21,54 m (Doppelfähre mit ausgeklappten Rampen)